# Gare de Briviesca
La gare de Briviesca est une gare ferroviaire située dans la commune espagnole homonyme de la province de Burgos, communauté autonome de Castille-et-Léon. Elle est desservie par des trains Renfe de longue et moyenne distances. Elle a également des fonctions logistiques pour la gestion des trains de marchandises.

## Situation ferroviaire
La gare se trouve au point kilométrique 416,885 de la ligne de Madrid à Hendaye à 724,46 mètres d'altitude, entre les gares de Pancorbo et de Burgos Rosa Manzano. La ligne est à double voie à écartement ibérique et est électrifiée.

## Histoire
La gare a été inaugurée entre 1860 et 1864 avec la mise en service du tronçon Pancorbo – Miranda de Ebro de la ligne radiale Madrid-Hendaye. Son exploitation initiale est resté chargé de la Compagnie des Chemins de Fer du Nord de l'Espagne qui a maintenu son exercice jusqu'à ce qu'en 1941, date à laquelle elle a été nationalisée et intégrée au réseau de la récemment créée RENFE.
Depuis le 31 décembre 2004, Renfe exploite la ligne tandis qu'ADIF est la titulaire des infrastructures ferroviaires.

## Service des voyageurs

### Accueil
Le bâtiment voyageurs de la gare de Briviesca est un classique bâtiment formé par un pavillon central et de deux appartements avec deux annexes latérales de moindre hauteur. Quatre portes surmontées d'arcades assurent l'accès à la gare, peinte en rose et ocre lors de sa dernière rénovation.
Elle possède deux quais et deux voies pour le trafic de voyageurs bien qu'il existe également cinq autres voies pour le trafic ferroviaire logistique. Les changements de quais se réalisent à niveau, en traversant directement les voies. Sur le quai opposé au bâtiment de voyageurs se trouve un grand abri pour les voyageurs qui attendent les trains desservant la voie 2.

### Desserte

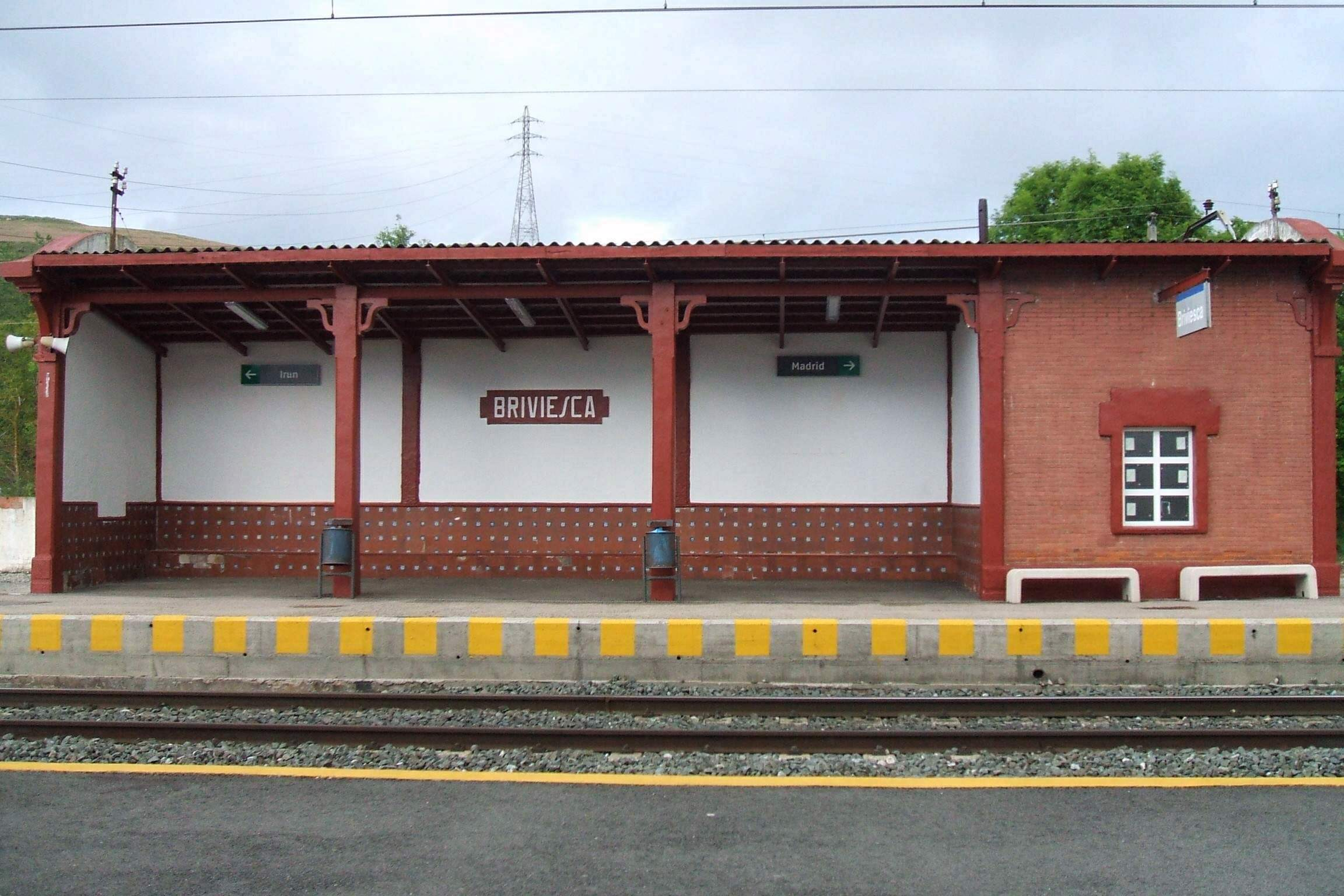
Quais de la gare (photo prise en 2008)

La gare de Briviesca est desservie par des trains régionaux Media Distancia reliant Saint-Sébastien à Madrid-Príncipe Pío dont un aller-retour qui est limité à Vitoria-Gasteiz. La desserte est complétée par un aller-retour par jour en train régional Regional Exprés reliant Burgos Rosa Manzano à Miranda de Ebro, prolongé dans un sens vers Pampelune.